# Monsonia
Monsonia es un género de plantas fanerógamas de la familia Geraniaceae.  Comprende 83 especies descritas y de estas, solo 14 aceptadas.

## Taxonomía
El género fue descrito por  Carlos Linneo y publicado en Mantissa Plantarum 1: 14, 105. 1767.

## Especies aceptadas
A continuación se brinda un listado de las especies del género Monsonia aceptadas hasta abril de 2014, ordenadas alfabéticamente. Para cada una se indica el nombre binomial seguido del autor, abreviado según las convenciones y usos.
- Monsonia angustifolia E. Mey. ex A. Rich.
- Monsonia attenuata Harv.
- Monsonia burkeana Planch. ex Harv.
- Monsonia deserticola Dinter Ex Knuth
- Monsonia emarginata L'Hér.
- Monsonia glauca R. Knuth
- Monsonia grandifolia R. Knuth
- Monsonia heliotropoides Boiss.
- Monsonia luederitziana Focke & Schinz
- Monsonia nivea (Decne.) Webb
- Monsonia parvifolia Schinz
- Monsonia praemorsa E. Mey. Ex Knuth
- Monsonia senegalensis Guill. & Perr.
- Monsonia umbellata Harv.